# Rumjančo Goranov
Rumjančo Goranov (bulharskou cyrilicí Румянчо Горанов) (* 17. března 1950, Pleven) je bývalý bulharský fotbalový brankář. V roce 1978 byl vyhlášen bulharským fotbalistou roku.

## Fotbalová kariéra
V bulharské lize chytal za PFK Spartak Pleven, PFK Levski Sofia a PFK Lokomotiv Sofia. S Lokomotivem získal v roce 1978 mistrovský titul. Bulharský fotbalový pohár vyhrál s PFK Levski Sofia i PFK Lokomotiv Sofia. V kariéře pokračoval na Kypru v týmech APOEL FC, Aris Limassol a Olympiakos Nicosia. Kariéru zakončil na Maltě v týmu Mosta FC. V Poháru mistrů evropských zemí nastoupil ve 4 utkáních, v Poháru vítězů pohárů nastoupil ve 2 utkáních a v Poháru UEFA nastoupil v 6 utkáních. Za bulharskou reprezentaci nastoupil v letech 1971–1979 ve 34 utkáních. Byl členem bulharské reprezentace na Mistrovství světa ve fotbale 1974, nastoupil ve 2 utkáních.

## Ligová bilance
| Ročník                                | Zápasy | Góly | Klub                |
| ------------------------------------- | ------ | ---- | ------------------- |
| 1. bulharská fotbalová liga 1968/1969 | -      | 0    | PFK Spartak Pleven  |
| 1. bulharská fotbalová liga 1969/1970 | -      | 0    | PFK Spartak Pleven  |
| 1. bulharská fotbalová liga 1970/1971 | 2      | 0    | Levski Sofia        |
| 1. bulharská fotbalová liga 1971/1972 | -      | 0    | PFK Lokomotiv Sofia |
| 1. bulharská fotbalová liga 1972/1973 | -      | 0    | PFK Lokomotiv Sofia |
| 1. bulharská fotbalová liga 1973/1974 | -      | 0    | PFK Lokomotiv Sofia |
| 1. bulharská fotbalová liga 1974/1975 | -      | 0    | PFK Lokomotiv Sofia |
| 1. bulharská fotbalová liga 1975/1976 | -      | 0    | PFK Lokomotiv Sofia |
| 1. bulharská fotbalová liga 1976/1977 | -      | 0    | PFK Lokomotiv Sofia |
| 1. bulharská fotbalová liga 1977/1978 | -      | 0    | PFK Lokomotiv Sofia |
| 1. bulharská fotbalová liga 1978/1979 | -      | 0    | PFK Lokomotiv Sofia |
| 1. bulharská fotbalová liga 1979/1980 | -      | 0    | PFK Lokomotiv Sofia |
| 1. bulharská fotbalová liga 1980/1981 | -      | 0    | PFK Lokomotiv Sofia |
| 1. bulharská fotbalová liga 1981/1982 | -      | 0    | PFK Lokomotiv Sofia |
| 1. kyperská liga 1982/1983            | -      | 2    | APOEL FC            |
| 1. kyperská liga 1983/1984            | -      | 0    | APOEL FC            |
| 1. kyperská liga 1984/1985            | -      | 0    | Aris Limassol       |
| 1. kyperská liga 1985/1986            | -      | 0    | Aris Limassol       |
| 1. kyperská liga 1986/1987            | -      | 0    | Olympiakos Nicosia  |
| 1. kyperská liga 1987/1988            | -      | 0    | Olympiakos Nicosia  |
| 1. maltská liga 1988/1989             | 14     | 1    | Mosta FC            |
| CELKEM 1. bulharská fotbalová liga    | -      | -    |                     |
| CELKEM 1. kyperská liga               | -      | -    |                     |